# Toksook Bay
Toksook Bay é uma cidade localizada no estado americano de Alasca, no Condado de Berrien.

## Demografia
Segundo o censo americano de 2000, a sua população era de 532 habitantes.
Em 2006, foi estimada uma população de 537, um aumento de 5 (0.9%).

## Geografia
De acordo com o United States Census Bureau, a localidade tem uma área de 191,7 km², dos quais 85,7 km² cobertos por terra e 106,0 km² cobertos por água.

## Localidades na vizinhança
O diagrama seguinte representa as localidades num raio de 64 km ao redor de Toksook Bay.